# Mikołaj I Wielki
Mikołaj I Wielki, (ur. ok. 820 w Rzymie, zm. 13 listopada 867 w Watykanie) – święty Kościoła katolickiego, papież w okresie od 24 kwietnia 858 do 13 listopada 867.

## Życiorys

### Początki papiestwa
Urodził się prawdopodobnie około 820 w Rzymie jako syn Teodora, pełniącego funkcję "regionariusza". Późniejsza tradycja identyfikowała go jako członka rodu Colonna, jednak wersję tę należy odrzucić, ponieważ ród Colonna dopiero na przełomie XI i XII wieku wyodrębnił się z latyńskiego rodu hrabiów Tuskulum, który przed X stuleciem nie należał do grona rzymskiej arystokracji miejskiej.
Karierę duchowną rozpoczął od funkcji subdiakona za czasów papieża Sergiusza II. Papież Leon IV wyświęcił go na diakona Za czasów Benedykta III pełnił funkcję papieskiego doradcy, a w 858 stał się jego następcą. 25 kwietnia 858 jako pierwszy z papieży został koronowany. Mikołaj I sformułował twierdzenie, że papież jest zastępcą Chrystusa na Ziemi i zwierzchnikiem Kościoła nie podlegającym sądowi. Wszedł w konflikt z Lotarem II, który postanowił rozwieść się z żoną Teutbergą i poślubić konkubinę Waldradę. W latach 862 i 863 odbyły się synody w Akwizgranie i Metzu, na których unieważniono małżeństwo Lotara. Papież sprzeciwił się decyzji synodów i odwołał uczestniczących w nich biskupów.

### Początek konfliktu z patriarchą Focjuszem
W 858 wybrano nowego patriarchę Konstantynopola, Focjusza. Został on wyświęcony po wygnaniu swego poprzednika Ignacego przez cesarza. Ignacy I, zmuszony do rezygnacji, oraz jego zwolennicy uważali jednak Focjusza za uzurpatora – kiedy więc Focjusz poinformował listownie papieża o objęciu urzędu, Mikołaj uznał, że spór między obiema stronami musi zostać rozpatrzony przed przyjęciem nominacji. Wysłani legaci zostali przyjęci z poważaniem i wraz z całym soborem w Konstantynopolu uznali, że prawowitym patriarchą jest Focjusz. Mikołaj postanowił jednak wykorzystać sytuację do podniesienia rangi Stolicy Apostolskiej, stwierdził, że legaci przekroczyli swoje kompetencje i po rozpatrzeniu kwestii na nowo na soborze w Rzymie osądził, że patriarchą jest Ignacy, Focjusza zaś pozbawił godności kapłańskiej. Bizantyńczycy zignorowali rozstrzygnięcie papieża nie wysyłając żadnej odpowiedzi do Rzymu i uznając rewizję procesu za niezgodną z warunkami ustalonymi w kanonie trzeciego soboru lokalnego w Sardyce (343), według którego papież może zarządzić rewizję potępienia biskupa, ale może być ona przeprowadzona tylko przez biskupów prowincji przyległych do prowincji potępionego biskupa.

### Rozwój konfliktu
Spór między stolicą rzymską i konstantynopolitańską zaostrzył się w 867. Wówczas to Focjusz w encyklice do pozostałych patriarchów Wschodu ostro skrytykował coraz bardziej rozprzestrzeniający się na Zachodzie dodatek do Symbolu Wiary – Filioque, a chrześcijan używających go oskarżył o herezję. Ponadto król Bułgarii, Borys I Michał został ochrzczony przez Mikołaja I w 866 roku i szukał zbliżenia z Rzymem, podobnie jak apostołowie Słowian święci Cyryl i Metody. Papież wysłał tam biskupa Porto, Formozusa (późniejszego papieża), lecz nie mianował go arcybiskupem Bułgarii. Cesarz bizantyński rozzłościł się na Mikołaja za wtrącanie się w sprawy Konstantynopola, a konsekwencją listu Focjusza była nałożona na Mikołaja ekskomunika, ogłoszona na soborze w Konstantynopolu. Papież jednak zmarł zanim ta informacja dotarła do Rzymu.
W tym samym roku, w kluczowym dla sporu momencie Focjusz został wygnany przez cesarza a na jego miejsce powrócił Ignacy, który przywrócił łączność z Rzymem a następnie w latach 869-870 zwołał kolejny sobór w Konstantynopolu, który w niepełnym składzie obłożył Focjusza anatemą. Ten pierwszy widoczny rozbrat pomiędzy wschodnim i zachodnim chrześcijaństwem znalazł jednak swój koniec dopiero w następnej dekadzie, po śmierci Mikołaja. Obaj patriarchowie Konstantynopola pojednali się, a po śmierci Ignacego w 877 jego miejsce ponownie zajął Focjusz. Zwołany przezeń w 879 kolejny sobór unieważnił wszystkie postanowienia i potępienia sprzed 10 lat, a papież Jan VIII nie wystosował już w tej sprawie żadnego sprzeciwu.
Mikołaj zrehabilitował Anastazego bibliotekarza, który został jego doradcą. Jego wspomnienie liturgiczne obchodzone jest 13 listopada.